# Uldin
Uldin (¿?-412) fue rey de los hunos después de Balamber según las fuentes romanas.

## Biografía
Hacia el año 400 Uldin gobernaba al este del río Olt, en el norte del Danubio. La extensión de su reino hacia el norte y el este se desconoce. La primera mención en las fuentes fue cuando capturó a Gainas, un magister militum godo que había huido con sus fuerzas al norte del Danubio luego de instigar una rebelión. Uldin envió la cabeza de Gainas al emperador Arcadio como regalo diplomático.
En el 406 Uldin respondió al llamado de Flavio Estilicón para enfrentarse con el godo Radagaiso, el cual amenazaba con invadir Italia con su ejército. Los hunos tuvieron una destacada participación en la batalla de Faesulae, en la cual rodearon a Radagaiso obligándolo a huir, siendo este capturado y ejecutado posteriormente. Por esta misma época tiene lugar la huida de gran parte de los alanos que servían a los hunos, los cuales abandonaron a los hunos para unirse a los vándalos, suevos y burgundios que invadieron la Galia a fines del año 406. Las buenas relaciones con los romanos llegaron a su fin en el 408 cuando Estilicón se negó a atacar a Alarico, el cual se encontraba en Iliria con gran parte de la población visigoda. Los hunos atacaron territorio romano y Uldin exigió el pago de tributos a fin de no continuar haciendo la guerra, sin embargo, los romanos contraatacaron y obligaron a los hunos a retirarse al norte del Danubio.
Luego de estos hechos los hunos volvieron a establecer buenas relaciones con los romanos, muestra de esto es el hecho de que los hunos respondieran al llamado del emperador Honorio para defender Italia, la cual estaba siendo invadida por los visigodos de Alarico. Esto no impidió que Roma fuera saqueada en el año 410. Ese mismo año, llegó a la corte de Uldin el joven Flavio Aecio, futuro general romano, el cual viviría con los hunos como rehén y garantía para las fuerzas hunas que se enviaron contra Alarico.
Uldin falleció alrededor del año 412, siendo sucedido en el mando de los hunos por Charaton